# 酒井優衣
酒井 優衣（さかい ゆい、1988年1月19日 - ）は、福井県出身の陸上競技選手。専門は長距離種目。資生堂ランニングクラブ所属。

## 略歴
姉の酒井直子（美方高校 → 城西大学 → ホクレン）が陸上をしていることを機に陸上を始める。鯖江高校時代は目立った成績を残していなかったが、城西大学に入学してからは徐々に力を付け、2007年には全日本大学女子駅伝のエース区間を区間3位で走破するなど頭角を現す。持久力に長けており、出場したハーフマラソンでは安定して上位の成績を残している。2008年には関東学生陸上競技対校選手権大会において赤羽有紀子以来9年ぶりとなる32分台で10000mを制し、5000mでも優勝を果たした。長身で上下動の少ない綺麗なフォームが特徴である。
2010年、資生堂に入社。
2013年に結婚。

## 主な戦績
- 2007年 - 第25回全国都道府県対抗女子駅伝競走大会 5区6位 13分30秒
- 2007年 - 第50回札幌国際ハーフマラソン 9位 1時間11分45秒
- 2007年 - 第25回全日本大学女子駅伝対校選手権大会 3区3位 30分13秒
- 2007年 - 第23回FUKUIスーパーレディス駅伝 6区5位 26分29秒
- 2007年 - 第5回全日本大学女子選抜駅伝 3区4位 18分07秒
- 2008年 - 第15回京都シティハーフマラソン 2位 1時間11分05秒
- 2008年 - 第87回関東学生陸上競技対校選手権大会10000m決勝 1位 32分58秒47
- 2008年 - 第87回関東学生陸上競技対校選手権大会5000m決勝 1位 16分00秒02
- 2008年 - 第51回札幌国際ハーフマラソン 5位 1時間11分23秒
- 2008年 - 第26回全日本大学女子駅伝対校選手権大会 3区2位 30分02秒
- 2008年 - 第24回FUKUIスーパーレディス駅伝 5区2位 16分02秒
- 2008年 - 第20回国際千葉駅伝 6区5位 24分11秒（※日本学生選抜で出場）

## 自己ベスト
- 3000m 9分18秒75
- 5000m 15分38秒37
- 10000m 32分58秒47
- ハーフマラソン 1時間11分05秒